# Naked Paradise
Naked Paradise is een Amerikaanse dramafilm uit 1957 onder regie van Roger Corman. 

## Verhaal
De crimineel Zac Cotton en zijn twee handlangers Mitch en Stony Gratoni huren op Hawaï het schip van Duke Bradley. Hij vertelt aan Duke dat hij een speelgoedfabrikant is. In werkelijkheid willen de mannen de salarissen van plantagearbeiders stelen. Onderweg steekt er een orkaan op.

## Rolverdeling
| Acteur          | Personage     |
| --------------- | ------------- |
| Richard Denning | Duke Bradley  |
| Beverly Garland | Max MacKenzie |
| Lisa Montell    | Lanai         |
| Dick Miller     | Mitch         |
| Leslie Bradley  | Zach Cotton   |
| Jonathan Haze   | Stony Gratoni |